# Classe Laïka
Pour les articles homonymes, voir Laïka (homonymie).
La classe Laïka, désignation russe Projet 545 Laïka (en russe : Лайка), également appelée classe Husky (en russe : Хаски, littéralement « husky »), est une série de sous-marins polyvalents à propulsion nucléaire, modulaires, de cinquième génération, actuellement en cours de développement par le bureau d'étude Malakhit pour la marine russe,.

## Historique
Le 16 décembre 2014, on a appris que Malakhit développait un nouveau sous-marin nucléaire de cinquième génération dans le cadre d’une initiative interne,. Le 17 mars 2016, le nom de code Husky a été divulgué, et finalement le 8 août 2016, un contrat a été signé avec le Ministère de la Défense de la fédération de Russie pour le développement du sous-marin,. En avril 2018, le PDG de Malakhit, Vladimir Dorofeïev, a annoncé que la conception préliminaire du futur sous-marin nucléaire de classe Husky était terminée. Un an plus tard, en avril 2019, Malakhit a annoncé que les travaux de recherche et développement sur le sous-marin avaient été lancés sous le nouveau nom de code de Laïka.
Le 24 décembre 2019, lors de la session du Conseil du ministère de la Défense russe qui s’est tenue à Moscou, le numéro du projet et certaines caractéristiques techniques du sous-marin ont été révélés. Le navire de tête de la classe devrait être construit d’ici 2027 à 2030,.

## Conception
Les sous-marins combineront les rôles de sous-marins polyvalents et stratégiques, étant capables de lancer à la fois des missiles de croisière et des missiles mer-sol balistiques stratégiques, en fonction de la mission et de leur configuration modulaire,,. Les sous-marins auront un déplacement plus petit que les sous-marins actuels de quatrième génération de la classe Iassen, et ils incorporeront une conception à double coque, avec la coque extérieure en matériaux composites. On s’attend également à ce que les matériaux composites soient utilisés pour les gouvernails et le système de propulsion,.
L’armement principal comprendra les missiles de croisière antinavires 3M-54 Kalibr et P-800 Oniks, ainsi que les missiles de croisière hypersoniques 3M22 Zircon. Les navires devraient également être armés de missiles balistiques MARV, actuellement en cours de développement par le bureau d'études Makeïev,. Selon le président de la United Shipbuilding Corporation, Alexeï Rakhmanov, les sous-marins doivent être hautement uniformisés dans leurs composants clés, afin de réduire considérablement les coûts pour le ministère de la Défense russe,.
Les sous-marins du projet 545 auront un déplacement de 11340 tonnes, une vitesse maximale de 35 nœuds, 90 jours d’autonomie et une profondeur d’immersion maximale de 600 mètres.